# Moto de police

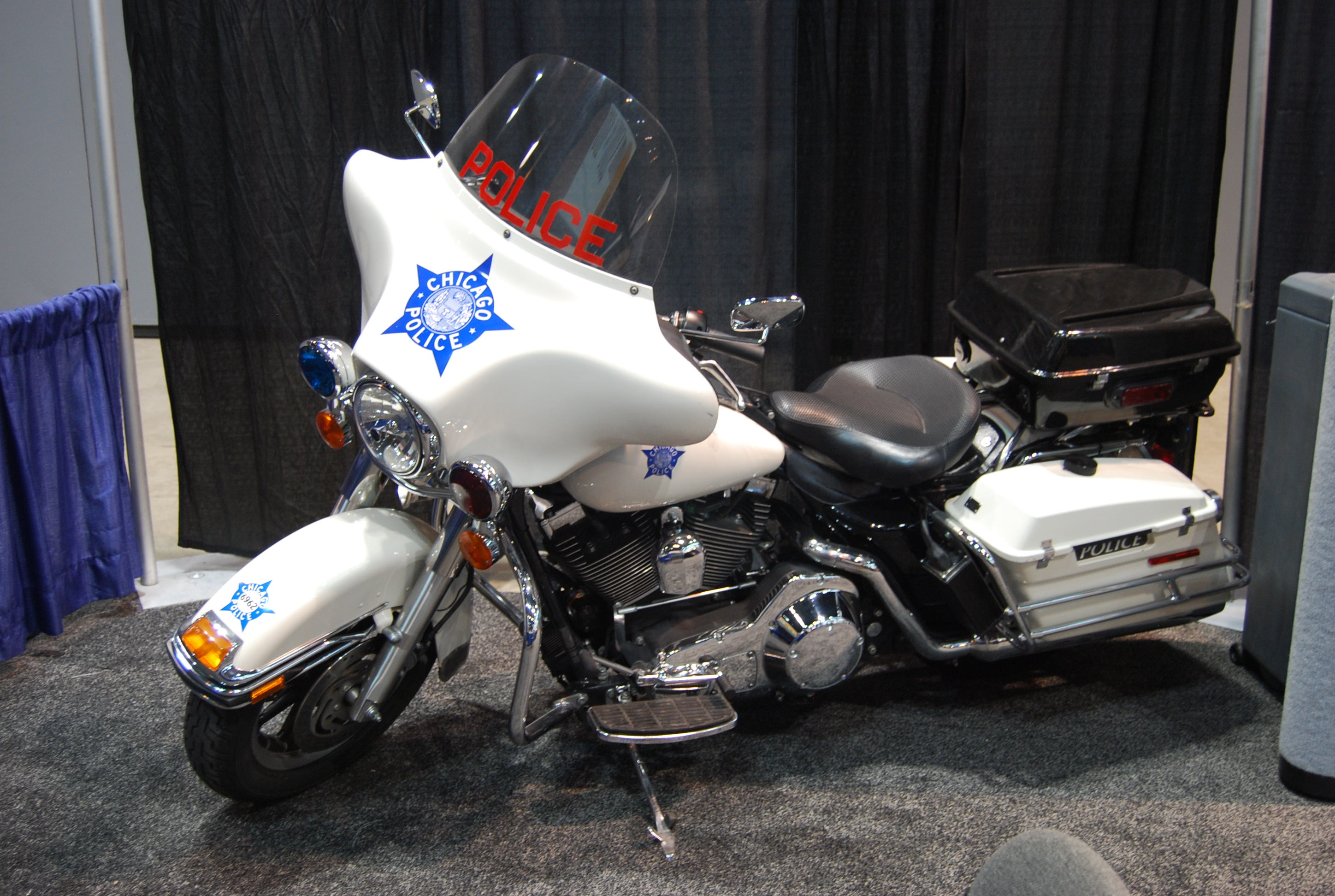
Motocyclette de la police de Chicago pour la patrouille routière du CPD.

Une moto de police est une moto utilisée par différents services de police. Elles peuvent être conçues sur mesure pour répondre aux exigences propres à un usage particulier. Une motocyclette de police est souvent appelée motor par les policiers aux États-Unis. De même, les unités de motocyclistes sont appelées motor units et les agents de police à moto sont appelés motor officers.
La maniabilité de la motocyclette dans les rues encombrées offre des avantages que n'offrent pas les véhicules de police plus grands et plus traditionnels. La taille relativement petite de la moto lui permet de se rendre plus rapidement sur les lieux d'un accident lorsque des incidents tels que des collisions de la route ralentissent l'accès des véhicules à quatre roues. Les motocyclettes de police sont également utilisées pour les funérailles de policiers, les cortèges de VIP et d'autres événements spéciaux.